# Cathkin Park (1872–1903)
Het Cathkin Park is een multifunctioneel stadion in Glasgow, een stad in Schotland. Het ligt in de wijk Crosshill.

## Historie
In 1872 werd de voetbalclub Third Lanark AC opgericht door soldaten van de Third Lanarkshire Rifle Volunteer Regiment. Om wedstrijden te kunnen spelen werd een deel van hun oefenterrein gebruikt. Dit terrein werd in de loop van de tijd steeds meer een stadion, zo werd er een tribune neergezet aan de westzijde. Het stadion werd twee keer door het Schotse voetbalelftal. Een aantal keer is de finale van de Schotse voetbalbeker in dit stadion gespeeld. De laatste competitiewedstrijd van de thuisclub werd gespeeld op 4 april 1903, daarna verhuisde Third Lanark AC naar een nieuw stadion. Op 17 oktober 1903 werd het stadion nog eenmaal gebruikt door Queen's Park, omdat die nog niet in hun nieuwe stadion konden spelen.

## Interlands
| Voetbalinterlands | Voetbalinterlands | Voetbalinterlands    | Voetbalinterlands | Voetbalinterlands    | Voetbalinterlands |
| №                 | Datum             | Wedstrijd            | Uitslag           | Competitie           | Toeschouwers      |
| ----------------- | ----------------- | -------------------- | ----------------- | -------------------- | ----------------- |
| 1                 | 15 maart 1884     | Schotland – Engeland | 1–0               | British Championship | 10.000            |
| 2                 | 29 maart 1884     | Schotland – Wales    | 4–1               | British Championship | 5.000             |